# オートメドン号事件
オートメドン号事件（オートメドンごうじけん）とは、第二次世界大戦中の1940年11月11日に、イギリスの貨客船「オートメドン」（SS Automedon）が、ドイツの仮装巡洋艦「アトランティス」に撃沈され、イギリス極東軍司令部（en:British Far East Command）宛の機密文書がドイツ軍に押収された事件である。押収された文書の情報は、ドイツの同盟国で未参戦だった日本にも引き渡され、日本の参戦の意思決定に相当の影響を与えたとも言われる。オートメドン事件とも言う。

## 撃沈の経過
1940年11月、「オートメドン」はインド洋を航行中であった。その積荷は、箱詰めされた航空機や自動車および予備部品類、リキュールやタバコ、それに食糧であった。ペナンやシンガポール、香港、上海へと運ばれる予定だった。さらに、「オートメドン」には、イギリス極東軍司令部あての機密書類が、15個の鞄に納められて搭載されていた。
11月11日の午前7時ちょうど、「オートメドン」はスマトラ島北西250 mi (400 km)の洋上で、ドイツ艦「アトランティス」に正面から出くわした。8時20分、距離が5,000 yd (4,600 m)以内に迫ったあとに、「アトランティス」はドイツ軍艦旗を掲げ、大砲の蔽いをのけて正体を現した。「オートメドン」はすぐさま緊急通信を試みたが、ドイツ艦のジャミングを受けてしまい、かろうじて“RRR – Automedon – 0416N”（RRRは水上艦の襲撃を受けたことを意味する符号）の一文を妨害前に発信できただけだった。
「アトランティス」は距離2,000 yd (1,800 m)から砲撃を開始し、4回の斉射が「オートメドン」の船橋や胴体（midsection）に浴びせられた。第一斉射は船橋を吹き飛ばし、船長やその他の航海士全員を含む船橋所在者を死亡させた。被弾後も「オートメドン」は全速で航行を続け、一人の船員は船尾の備砲で反撃しようとした。しかし、最後の斉射により、反撃しようとした船員も死亡し、「オートメドン」は停船した。
「アトランティス」から移乗班が乗りこむと、「オートメドン」側は一等航海士が応対した。「アトランティス」乗員のUlrich Mohrが後に語ったところによると、「オートメドン」の損傷状況はそれまで目にした船の中で最悪だったという。至近距離からの砲撃により上部構造物はほぼ全壊し、無傷の個所は無かった。船員6人が死亡したほか、12人が負傷しており、うち6人は治療のために「アトランティス」へとすぐに移送された。
移乗したドイツ兵は、船内の捜索を行って機密書類の詰まったカバン15個を発見し、押収することにした。最重要の押収物である小さな緑色の鞄は、船橋付近の海図室で発見された。その鞄は“Highly Confidential”（高度の機密）と注意書きされ、海に投げ込めばすぐに沈むように穴が開けられていた。書類以外の積荷も高価なものではあったが、「アトランティス」にとっては生鮮食品以外特に必要でなかったため、接収は行われなかった。
「アトランティス」のベルンハルト・ロッゲ艦長は、3時間で捕虜及び鹵獲物資の同艦への移送を行うよう命じた。移送対象は、イギリス人31人および中国人56人から成る「オートメドン」乗員と、3人の乗客、冷凍肉全てとその他の食糧、船の書類と機密書簡の詰まったカバンだった。ロッゲ艦長は、洋上で停船中の2隻が別の船に発見されればすぐに事態が把握されてしまい、なんらかの手を打つ間もなく通報される危険を恐れていた。「オートメドン」は拿捕して曳航するには損傷が激しすぎると判断され、午後3時7分、仕掛けられた爆薬によって自沈処分となった。捕虜となった「オートメドン」の乗船者たちは、別の拿捕船「Storstad」（en, ノルウェー船籍のタンカー）に乗せられ、最終的にボルドーへと上陸した。

## 機密書類の押収
発見された15個の鞄に詰まったイギリス極東軍司令部宛の最高機密書簡には、大量の暗号帳や、艦隊の命令文書、火砲の取扱説明書および海軍インテリジェンス報告書が含まれていた。最重要の小さな緑色の鞄の中に納められた封筒の宛名は、イギリス極東軍総司令官のロバート・ブルック＝ポッパム（en）であった。封筒の中身は、ウィンストン・チャーチル戦時内閣の計画局（British War Cabinet's Planning Division）が作成した文書で、極東にいるイギリス陸海軍の戦力評価や、シンガポールの防備に関する詳細な報告書、日本が枢軸国として参戦した場合においてオーストラリア及びニュージーランドが果たすだろう役割についての情報が書かれていた。
「アトランティス」のロッゲ艦長はすぐに押収したインテリジェンス資料の重要性に気付き、拿捕船「オレ・ヤコブ」（Ole Jacob）で駐日ドイツ外交部へと運ばせることにした。「オレ・ヤコブ」はパウル・カメンツ（Paul Kamenz）少佐の指揮の下、6人のドイツ兵が乗り組んで運航中だった。
同年12月4日、平穏な航海を経て「オレ・ヤコブ」は神戸港へと到着した。翌日には押収した機密書簡は東京の駐日ドイツ大使のところへ届き、その後、連絡員に携えられてシベリア鉄道を経由、ベルリンへと運ばれた。写しは日本の関係者にも渡され、日本の「大東亜戦争」開戦への意思決定に相当の役割を果たしたとも言われる。日本の参戦とシンガポール陥落後の1943年（昭和18年）4月27日、「アトランティス」のロッゲ艦長は華麗なこしらえの日本刀一口を贈られている。日本政府からこのような形で日本刀を送られた人物は、他にヘルマン・ゲーリングとエルヴィン・ロンメルの2人しかいない。

## 日本語関連文献
- 小谷賢 『イギリスの情報外交―インテリジェンスとは何か』 PHP研究所〈PHP新書〉、2004年。
- 関栄治 『チャーチルが愛した日本』 PHP研究所〈PHP新書〉、2008年。
  - 同著者による連載 「オートメドン号の鞄」 『歴史街道』2002年8月号-11月号。
- ジェイムズ・ラスブリッジャー 『真珠湾の裏切り―チャーチルはいかにしてルーズヴェルトを第二次世界大戦に誘い込んだか』 文藝春秋、1991年。
- ウィリアム・B・ブロイアー 『諜報戦争―語られなかった第二次世界大戦』 主婦の友社、2002年。
- 木俣滋郎 「ドイツ仮装巡洋艦アトランティス」『欧州海戦記』 光人社〈光人社NF文庫〉、2000年。